# Iwan Stojanow (zapaśnik)
Iwan Nikołaew Stojanow (bg. Иван Николаев Стоянов; ur. 13 marca 2003) – bułgarski zapaśnik walczący w stylu wolnym. 
Zajął siedemnaste miejsce na mistrzostwach Europy w 2024. Trzeci na ME U-23 w 2022 roku.